# Ruth Ansel
Ruth Ansel, född 1938, är en art director som bland annat varit detta vid tidskrifterna Harper's Bazaar, The New York Times Magazine och Vanity Fair.
2011 blev hon invald i den New York-baserade Art Directors Club Hall of Fame.